# Taungdwingyi
Taungdwingyi est une ville de Birmanie (Union du Myanmar) située dans la Région de Magway (district de Magway), dans la vallée de l'Irrawaddy. La région est une des plus anciennement habitées du pays. Beikthano, une importante cité Pyu, se trouvait à proximité.
L'économie locale est principalement agricole, avec du riz, du blé, de la canne à sucre, et d'autres produits. L'exploitation forestière y a cessé, la déforestation étant à peu près complète. Taungdwingyi est reliée par la route à Magwe à l'Ouest, Prome au Sud et la nouvelle capitale Naypyidaw à l'Est.
De nombreux écrivains et poètes sont natifs de la région, notamment les moines du royaume d'Ava, Shin Ohnnyo, Shin Khaymar, Shin Oakdama and Shin Maha Rahtathara, Shin Nyeinmae et Khingyi Phyaw.